# Портијере-Крочифисо
Портијере-Крочифисо је насеље у Италији у округу Катанија, региону Сицилија.
Према процени из 2011. у насељу је живело 142 становника. Насеље се налази на надморској висини од 271 м.